# Trevor Lawrence
William Trevor Lawrence (Knoxville, 6 ottobre 1999) è un giocatore di football americano statunitense che milita nel ruolo di quarterback per i Jacksonville Jaguars della National Football League (NFL). È stato scelto come primo assoluto nel Draft NFL 2021.

## Scuole superiori
Nato a Knoxville, Tennessee, Lawrence frequentò la Cartersville High School di Cartersville, in Georgia. Dal suo anno da sophomore a quello da senior, Lawrence guidò la sua squadra a 41 vittorie consecutive, vincendo due titoli statali e quattro titoli regionali, ricevendo anche numerosi riconoscimenti nazionali come giocatore dell'anno. Nel 2017 infranse il record dello stato per yard passate e per touchdown, entrambi posseduti da Deshaun Watson, ex giocatore dei Clemson Tigers..
Considerato dai principali analisti come il miglior giocatore della sua classe, ed uno dei più grandi prospetti di sempre, al pari di Andrew Luck e Peyton Manning, Lawrence decise di accettare l'offerta della Clemson University il 16 dicembre 2016.

## Carriera universitaria

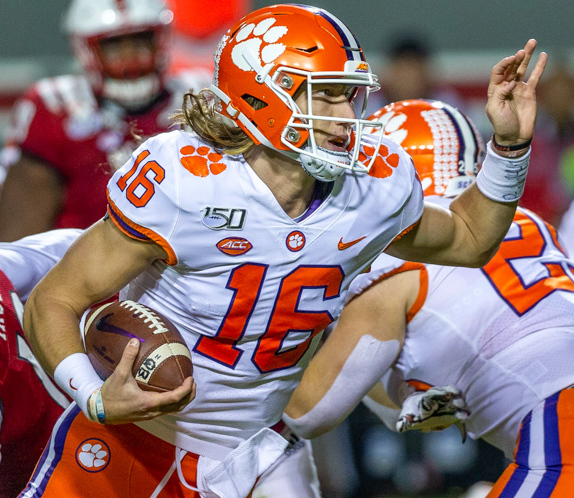
Lawrence nel 2019

Dopo esser stato nominato titolare nella quinta settimana della stagione regolare, al posto di Kelly Bryant, Lawrence guidò Clemson ai playoff da imbattuti, sconfiggendo Pittsburgh nella finale della ACC. I Tigers avanzarono fino alla finale, dove sconfissero gli Alabama Crimson Tide per 44-16. Lawrence diventò così il primo freshman a guidare la propria squadra al titolo dal 1985, quando a riuscirci fu Jamelle Holieway, venendo nominato MVP della finale. Lawrence venne premiato nei giorni seguenti con il premio di freshman dell'anno, rookie dell'anno della ACC e con l'Archie Griffin Award.
Nel 2019 giocò tutta la stagione da titolare, guidando ancora Clemson da imbattuta fino alla seconda finale consecutiva, dove dovette però arrendersi agli LSU Tigers con il punteggio di 42-25. A fine stagione venne inserito nella formazione ideale della Atlantic Coast Conference.
Nella stagione da junior, nonostante due partite saltate per la positività al COVID-19, Lawrence guidò Clemson fino alla semifinale nazionale, dove i Tigers furono costretti ad arrendersi a Ohio State per 49 a 28. A fine stagione terminò secondo nella corsa all'Heisman Trophy, vinto da DeVonta Smith.
Vittorie e premi
- Campione NCAA (2018)
- Campione ACC (2018, 2019, 2020)
- First Team All-ACC (2019, 2020)
- Second Team All-ACC (2018)
- Giocatore dell'anno della ACC (2020)
- Giocatore offensivo dell'anno della ACC (2020)
- Rookie offensivo dell'anno della ACC (2018)
- Rookie dell'anno della ACC (2018)
- MVP College Football Playoff (2018)
- Archie Griffin Award (2018)

## Carriera professionistica

### Jacksonville Jaguars

#### Stagione 2021
Lawrence fu scelto come primo assoluto nel Draft NFL 2021 dai Jacksonville Jaguars. Nella prima partita da professionista faticò passando 332 yard, 3 touchdown e subendo 3 intercetti nella sconfitta per 21-37 contro gli Houston Texans. Si trattò della prima sconfitta della sua carriera nella stagione regolare, tra scuole superiori, college e NFL. La prima vittoria giunse nel sesto turno a Londra contro i Miami Dolphins, lanciando 319 yard e un touchdown nel 23–20 finale. Tale risultato interruppe una striscia di 20 sconfitte consecutive per i Jaguars. La sua stagione si chiuse con il peggior risultato della lega in termini di intercetti subiti, 17, mentre i Jaguars terminarono per il secondo anno consecutivo con il peggior record della NFL.

#### Stagione 2022

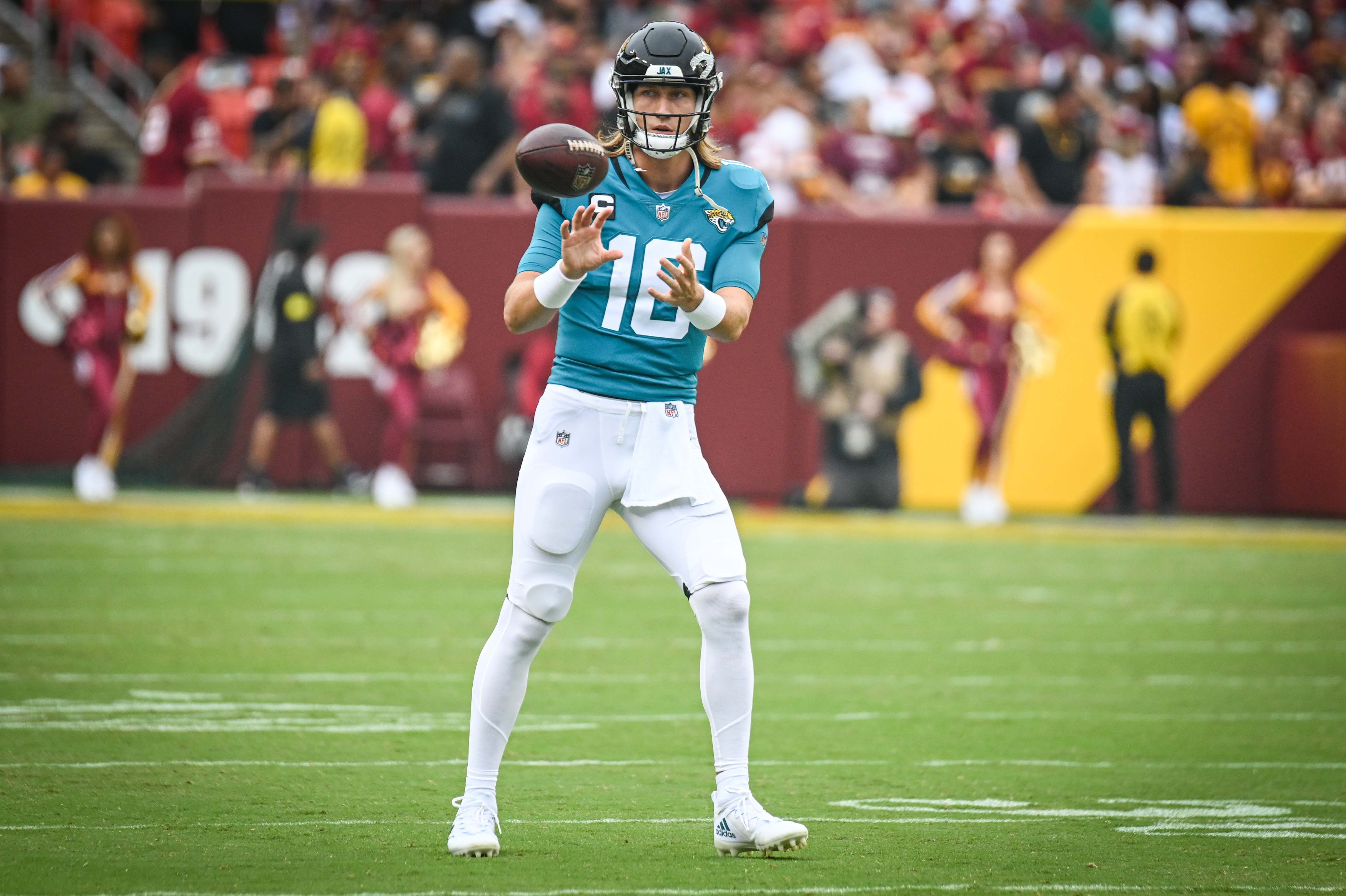
Lawrence contro i Washington Commanders nel 2022

Nel secondo turno della stagione 2022, Lawrence giocò la partita più completa del suo inizio carriera, completando 25 passaggi su 30 per 235 yard e 2 touchdown, con i Jaguars che colsero la prima vittoria stagionale nel 24-0 sugli Indianapolis Colts. La settimana successiva i Jaguars interruppero una striscia di 18 sconfitte consecutive in trasferta grazie alla vittoria al SoFi Stadium contro i Los Angeles Chargers in cui il quarterback passò 3 touchdown. Per questa prestazione fu premiato come giocatore offensivo della AFC della settimana. Dopo quelle due vittorie i Jaguars sembrarono sul punto di essere diventati sufficientemente competitivi da gareggiare per il titolo di una debole division ma seguirono cinque sconfitte consecutive. A interrompere la striscia negativa vi fu una vittoria contro i Las Vegas Raiders nel nono turno dopo essere stati in svantaggio per 17-0. Lawrence chiuse quella partita con 235 yard passate e un touchown.
Nel dodicesimo turno, con i Jaguars in svantaggio nel quarto periodo contro i favoriti Baltimore Ravens, Lawrence guidò due drive da 75 yard conclusisi con due touchdown, di cui il secondo con il passaggio decisivo a Marvin Jones da 10 yard e la successiva conversione da due punti che portarono Jacksonville a un'insperata vittoria per 28-27. Due settimane dopo passò un nuovo primato personale di 368 yard, con 3 touchdown passati e uno segnato su corsa nella vittoria in casa dei Titans, la prima per i Jaguars dal 2013, venendo premiato come giocatore offensivo della AFC della settimana.
Nel 15º turno contro i Dallas Cowboys, Lawrence passò 321 yard, 4 touchdown e un intercetto nella vittoria per 40-34 ai tempi supplementari dopo essersi trovati in svantaggio per 27-10 nel terzo periodo. Nell'ultimo turno i Jaguars ottennero la quinta vittoria consecutiva battendo i Titans nello scontro diretto per il titolo di division, vinto con un record di 9-8 per la prima volta dal 2017. Lawrence chiuse la sua seconda stagione regolare con 4.113 yard passate, 25 touchdown, 8 intercetti, oltre a 5 marcature su corsa.
Lawrence debuttò nei play-off il 15 gennaio 2023 nella partita del Wild Card round contro i Los Angeles Chargers dell'altro esordiente Justin Herbert. Nel primo tempo lanciò 4 intercetti di cui 3 solo nel primo quarto di gara, record assoluto nella storia NFL per una partita della post-season. Nella seconda parte di gara però Lawrence guidò i Jaguars a recuperare 27 punti di svantaggio, con 4 passaggi da touchdown e una conversione da due punti, fino a vincere la partita per 31-30, la 3ª maggiore rimonta nei play-off e la 5ª assoluta nella storia NFL. I Jaguars divennero così la prima squadra a vincere una partita di play-off dopo avere terminato con il peggior record della NFL nell'anno precedente. La loro stagione si chiuse la settimana successiva contro i Kansas City Chiefs testa di serie numero 1 dell'AFC. La sua prova terminò con 217 yard passate, un touchdown e un intercetto nel finale di quarto periodo che di fatto chiuse il tentativo di rimonta di Jacksonville. Fu la sua prima sconfitta in carriera di sabato tra scuole superiori, college e professionismo. A fine stagione Lawrence fu convocato per il suo primo Pro Bowl in sostituzione di Patrick Mahomes, impegnato nel Super Bowl LVII, e si classificó settimo nel premio di MVP della NFL.

#### Stagione 2023
I Jaguars partirono con un record di 6-2 nel 2023, portandosi in testa alla division. Seguì una brutta sconfitta nella settimana 10 contro i San Francisco 49ers in cui Lawrence subì due intercetti, prima di riprendersi nel turno successivo con una vittoria sui Titans per 34-14, in cui passò 262 yard, 2 touchdown e ne segnò altri 2 su corsa. Per questa prestazione fu premiato come giocatore offensivo della AFC della settimana. Nel Monday Night Football del tredicesimo turno, il primo per i Jaguars in dodici anni, Lawrence fu costretto ad abbandonare la gara contro i Cincinnati Bengals per un infortunio alla caviglia, non facendo più ritorno in campo. Dopo quattro sconfitte consecutive in cui aveva stretto i denti afflitto da diversi problemi fisici, all'alba del penultimo turno Lawrence fu costretto a dare forfait. Fu la prima partita in carriera che saltò per infortunio tra scuole superiori, college e NFL. Tornò in campo nell'ultima giornata in cui ai Jaguars sarebbe bastata una vittoria contro i poco competitivi Titans per conquistare la division e qualificarsi per i playoff, ma Jacksonville uscì sconfitta per 28-20, chiudendo la sua annata. La stagione di Lawrence si chiuse con 4.016 yard passate, 21 touchdown, 14 intercetti e 4 touchdown su corsa.

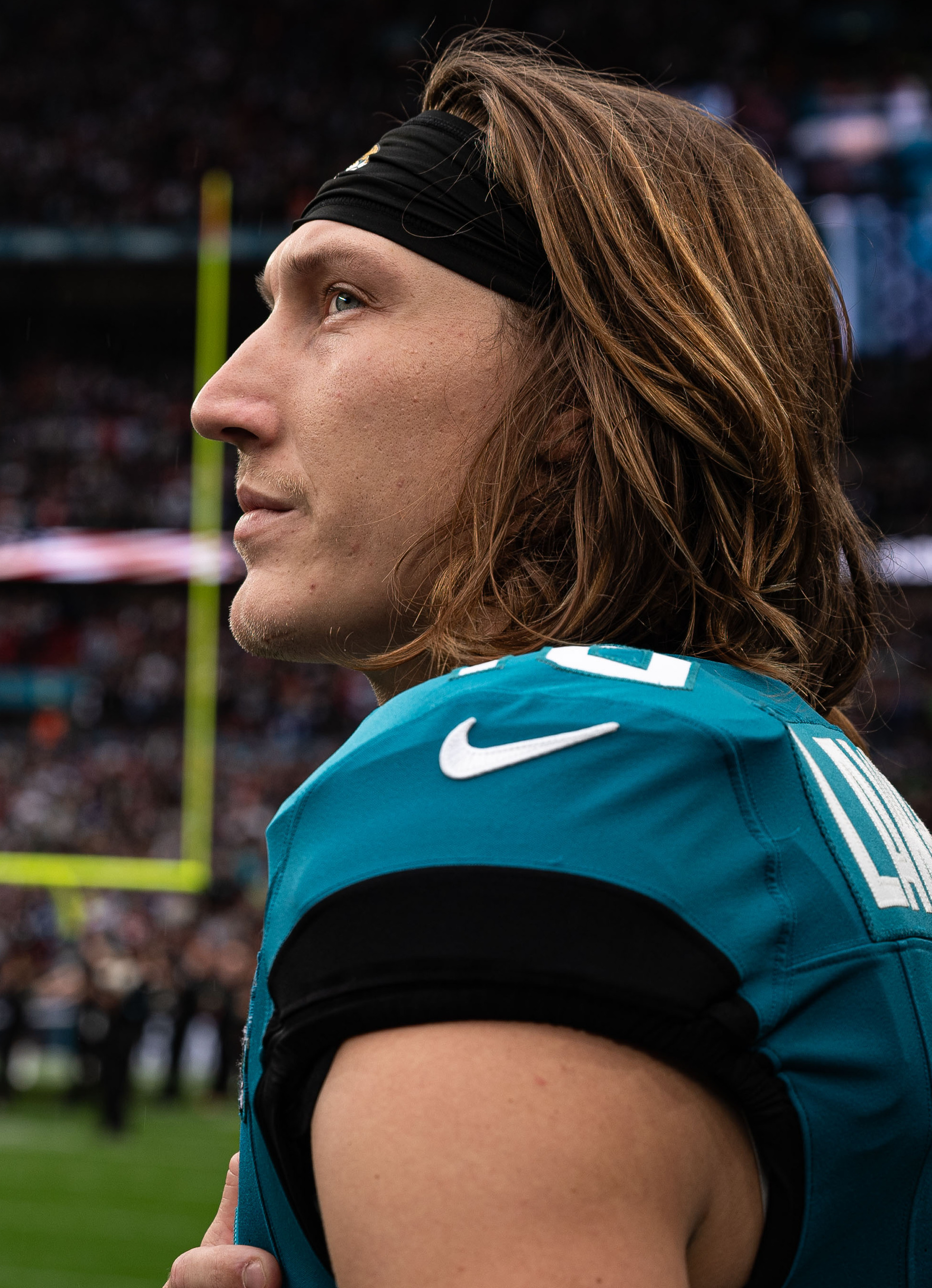
Lawrence nel 2024

#### Stagione 2024
Il 13 giugno 2024 Lawrence firmó con i Jaguars un rinnovo contrattuale quinquennale del valore di 275 milioni di dollari che lo rese il giocatore più pagato della lega per stipendio medio annuale assieme a Joe Burrow. Nella settimana 13, dopo due settimane di assenza per infortunio, tornó in campo contro i Texans ma la sua gara ebbe vita breve a causa di una commozione cerebrale subita dopo un duro colpo irregolare da Azeez Al-Shaair che fu espulso e in seguito sospeso per tre partite. Il 4 dicembre Lawrence fu inserito in lista infortunati per il resto della stagione.

## Palmarès
- Convocazioni al Pro Bowl: 1

2022
- Giocatore offensivo della AFC della settimana: 3

3ª e 14ª del 2022, 11ª del 2023